# Фёдоров, Анатолий Степанович
Анатолий Степанович Фёдоров (15 января 1936, неизвестно — 25 сентября 2012, Петрозаводск) — советский и российский спортсмен и тренер по академической гребле, заслуженный тренер СССР.

## Биография
Выступал в соревнованиях по академической гребле за клуб «Энергия». Тренеры — заслуженный тренер РСФСР В. И. Капралова, заслуженный тренер СССР Б. С. Бречко и К. Б. Путырский.
- 2-кратный призёр чемпионатов мира (1962, 1966).
- 3-кратный призёр чемпионатов Европы (1961, 1965, 1971)
- 6-кратный чемпион СССР (1960, 1961, 1962, 1965, 1966, 1971)
- 6-кратный призёр чемпионатов СССР (1957, 1958, 1963, 1964, 1967, 1970).

Победитель и призёр международных соревнований.
- 1974—1984 гг. — старший тренер Центра олимпийской подготовки Ленинграда,
- 1983—1993 гг.— тренер СКА,
- с 1993 года — тренер Лахденпохской ДЮСШ.

Подготовил 39 мастеров спорта, около 40 чемпионов страны среди взрослых, юниоров, юношей: В. и Ю. Суслиных, А. и М. Бобровых, А. Фёдорова, Н. Бибенова, Н. Бельковича, А. Однолеткова и другие. Среди воспитанников Анатолия Фёдорова и его дети — Александра Фёдорова и Михаил Фёдоров.
Александра Фёдорова по итогам 2008 года тоже была признана лучшим молодым спортсменом республики. Она многократный чемпион России по академической гребле, член сборной России, победительница Президентской регаты 2010 года, серебряный призёр первенства России 2010 года. Михаил Фёдоров — юниор, участник I Молодёжных Олимпийских Игр 2010 года и первенства России 2010 года среди юниоров.
Входил в число лучших тренеров Ленинграда.
С 1993 года в Республике Карелия. Являлся инициатором развития академической гребли в Карелии. Лучший тренер Карелии (2002).